# Alte Nahebrücke
Alte Nahebrücke (Gamle Nahe-bro) er en buebro i sten opført i middelalderen i byen Bad Kreuznach, i Rheinland-Pfalz, Tyskland. Den blev opført omkring år 1300 af Simon 2., greve af Sponheim-Kreuznach og gik oprindeligt over både floden Nahe og en nabokanal kaldet Mühlenteich (mølledam). I dag er det kun den del af broen, som går over kanalen, som er bevaret. Oven på de fire bropiller er der opført huse, og det er en af de få tilbageværende broer i verden, som har bygninger ovenpå.
I 2015-2017 blev der udført en større restaurering af Alte Nahebrücke.